# Amanibakhi
Amanibakhi ('lmn-bhi) Hipoteticamente foi um Rei da Dinastia Napata do Reino de Cuxe que governou na segunda metade do século IV a.C..

## Histórico
A titularidade de Amanibakhi não foi preservada, tão pouco sua filiação e seus relacionamentos. Embora sua sepultura em Nuri não tenha sido identificada, uma estela mortuária de granito de topo redondo com seu hieróglifo foi encontrada próximo ao cemitério de Nuri indicando que foi enterrado nesta necrópole real.  Possivelmente seu reinado ocorreu entre os reinados de Akhraten e Nastasen, embora o caráter de seus monumentos não contradiga uma data da segunda metade do século IV a.C. . 

## Estela
Uma estela de granito de topo redondo (dimensões: 56,5 cm x 40,0 cm x 24,0 cm) foi encontrada num altar secundário (junto com a mesa de oferendas real de granito)  num lugar que os especialistas chamam de "Igreja nº 100" nas ruínas de Nuri. A cena na principal da estela mostra as figuras do Rei à direita (de frente para a esquerda), protegido pelas asas estendidas de um disco solar, vestindo uma túnica até o tornozelo e um capa amarrada no ombro direito e, separado do Rei por uma mesa de oferendas carregada com pães, estava Osíris e, atrás dele, Ísis. O deus usa uma coroa branca (atef) e uma gola larga, e segura um cajado e um mangual. A deusa usa na cabeça o signo ST e está vestida com uma túnica justa. O texto perfeitamente gravado reproduz fórmulas tradicionais em um idioma julgado por Leprohon como escrito no pseudo-egípcio frequentemente encontrado em estelas sudanesas desse período. 